# Division 1 1938-1939
La Division 1 1938-1939 è stata la 7ª edizione della massima serie del campionato francese di calcio, disputato tra il 4 settembre 1938 e il 29 maggio 1939 e concluso con la vittoria del Sète, al suo secondo titolo.
Capocannoniere del torneo sono stati Desiré Koranyi (Sète) e Roger Courtois (Sochaux), con 27 reti.

## Stagione

### Avvenimenti
Lo svolgimento del campionato venne condizionato dalla precaria situazione politica, con alcune gare e giornate divenute oggetto di rinvii: in particolare, il quarto e il quinto turno vennero recuperati solamente dopo l'effettiva conclusione del torneo, programmata per il 7 maggio 1939, rendendo i risultati decisivi per i verdetti principali. Escludendo la parte iniziale, caratterizzata da un predominio dell'Olympique Lillois, il torneo vide una lotta a tre fra Sète, 
Olympique Marsiglia e RC France: alla vigilia dei recuperi erano avvantaggiati questi ultimi, poi passarono avanti a braccetto l'Olympique Marsiglia e il Sète, infine la sconfitta dei marsigliesi a Strasburgo nell'incontro successivo permise al Sète di mettere le mani sul titolo.
I verdetti in zona retrocessione decretarono la caduta del Roubaix e dell'Antibes, quest'ultimo penalizzato dal peggior attacco e da un quoziente reti sfavorevole nei confronti del Rouen. Durante la Seconda guerra mondiale lo stesso Roubaix e il Fives vennero accorpati ai loro concittadini dai fascio-conservatori di Vichy, che teorizzarono che le squadre dovessero essere solo urbane per cementare l'unità comunale come base di quella nazionale: tale modifica, sotto la nuova motivazione di dare spazio a più città nel campionato, fu duratura.

## Classifica finale
|  | Pos. | Squadra             | Pt | G  | V  | N | P  | GF | GS | MR  |
|  | ---- | ------------------- | -- | -- | -- | - | -- | -- | -- | --- |
|  | 1.   | Sète                | 42 | 30 | 19 | 4 | 7  | 65 | 35 | +29 |
|  | 2.   | Olympique Marsiglia | 40 | 30 | 18 | 4 | 8  | 56 | 34 | +22 |
|  | 3.   | RC France           | 38 | 30 | 15 | 8 | 7  | 58 | 43 | +15 |
|  | 4.   | Saint-Étienne       | 35 | 30 | 14 | 7 | 9  | 46 | 30 | +16 |
|  | 5.   | Olympique Lillois   | 34 | 30 | 14 | 6 | 10 | 42 | 38 | +4  |
|  | 6.   | Sochaux             | 32 | 30 | 14 | 4 | 12 | 65 | 39 | +26 |
|  | 7.   | Lens                | 31 | 30 | 11 | 9 | 10 | 51 | 42 | +9  |
|  | 8.   | Metz                | 31 | 30 | 12 | 7 | 11 | 49 | 46 | +3  |
|  | 9.   | Fives               | 31 | 30 | 13 | 5 | 12 | 57 | 54 | +3  |
|  | 10.  | Strasburgo          | 28 | 30 | 10 | 8 | 12 | 39 | 43 | -4  |
|  | 11.  | Le Havre            | 28 | 30 | 11 | 6 | 13 | 48 | 59 | -11 |
|  | 12.  | Cannes              | 27 | 30 | 11 | 5 | 14 | 47 | 62 | -15 |
|  | 13.  | Excelsior Roubaix   | 24 | 30 | 8  | 8 | 14 | 60 | 71 | -11 |
|  | 14.  | Rouen               | 21 | 30 | 6  | 9 | 15 | 31 | 48 | -17 |
|  | 15.  | Antibes             | 21 | 30 | 6  | 9 | 15 | 21 | 54 | -33 |
|  | 16.  | Roubaix             | 17 | 30 | 4  | 9 | 17 | 31 | 67 | -36 |

Legenda:
      Campione di Francia.
      Retrocesso in Division 2 1939-1940, sospesa per guerra.
Note:
Due punti a vittoria, uno a pareggio, zero a sconfitta.
Dal 1940 al 1944 lo Strasburgo e il Metz giocarono in Germania per l'annessione dell'Alsazia-Lorena.

## Risultati

### Tabellone
|                     | Ant  | Can  | Fiv  | LeH  | Len  | Lil  | Mar  | Met  | RCP  | ERou | Rob  | Rou  | Sai  | Sèt  | Soc  | Str  |
| ------------------- | ---- | ---- | ---- | ---- | ---- | ---- | ---- | ---- | ---- | ---- | ---- | ---- | ---- | ---- | ---- | ---- |
| Antibes             | –––– | 0-0  | 0-3  | 1-0  | 1-0  | 0-3  | 2-2  | 1-1  | 1-1  | 3-0  | 1-0  | 0-0  | 0-4  | 0-2  | 0-0  | 1-1  |
| Cannes              | 3-0  | –––– | 1-5  | 3-2  | 2-1  | 1-2  | 2-4  | 2-1  | 1-2  | 2-1  | 4-1  | 2-0  | 1-2  | 3-2  | 0-0  | 1-1  |
| Fives               | 4-1  | 3-1  | –––– | 7-3  | 0-4  | 3-1  | 0-0  | 1-1  | 0-1  | 4-2  | 1-3  | 1-0  | 3-2  | 1-3  | 2-4  | 2-0  |
| Le Havre            | 2-0  | 3-0  | 0-0  | –––– | 2-2  | 1-0  | 2-0  | 0-3  | 2-1  | 1-3  | 5-2  | 1-1  | 2-4  | 2-1  | 2-1  | 2-1  |
| Lens                | 1-1  | 6-2  | 1-0  | 4-2  | –––– | 3-1  | 2-3  | 2-1  | 1-1  | 2-2  | 3-1  | 0-2  | 1-0  | 1-2  | 2-2  | 1-1  |
| O. Lillois          | 2-0  | 0-0  | 1-2  | 1-0  | 2-0  | –––– | 0-1  | 3-2  | 0-2  | 4-3  | 2-1  | 5-3  | 3-1  | 1-0  | 2-0  | 0-1  |
| Olympique Marsiglia | 5-2  | 0-1  | 2-0  | 0-2  | 2-0  | 2-0  | –––– | 5-1  | 5-2  | 4-2  | 6-0  | 1-0  | 3-1  | 1-1  | 1-0  | 1-0  |
| Metz                | 6-0  | 2-1  | 1-3  | 2-1  | 1-1  | 0-1  | 5-1  | –––– | 3-0  | 1-1  | 1-0  | 2-2  | 1-0  | 0-2  | 0-3  | 2-1  |
| RC Parigi           | 3-0  | 5-1  | 2-2  | 3-0  | 1-0  | 2-2  | 1-1  | 3-2  | –––– | 3-1  | 1-1  | 3-0  | 1-1  | 3-0  | 6-1  | 3-2  |
| Excelsior Roubaix   | 0-2  | 3-5  | 3-1  | 3-3  | 0-1  | 1-1  | 1-2  | 3-1  | 6-2  | –––– | 4-2  | 1-1  | 1-0  | 2-3  | 3-2  | 6-1  |
| Roubaix             | 2-2  | 1-1  | 3-3  | 1-1  | 1-5  | 0-0  | 1-0  | 1-2  | 0-3  | 1-1  | –––– | 1-2  | 2-2  | 1-0  | 1-4  | 2-0  |
| Rouen               | 0-1  | 2-1  | 2-3  | 1-4  | 3-0  | 0-0  | 1-2  | 2-2  | 3-1  | 2-2  | 0-0  | –––– | 0-2  | 0-1  | 1-0  | 1-1  |
| Saint-Étienne       | 1-0  | 2-0  | 2-0  | 0-0  | 1-1  | 2-0  | 1-0  | 0-1  | 0-1  | 2-2  | 5-0  | 2-1  | –––– | 3-1  | 2-1  | 0-0  |
| Sète                | 4-0  | 3-0  | 2-0  | 3-2  | 2-2  | 2-2  | 1-2  | 6-3  | 5-0  | 4-2  | 3-1  | 2-0  | 2-1  | –––– | 2-1  | 2-0  |
| Sochaux             | 2-0  | 7-3  | 5-2  | 8-0  | 0-2  | 4-1  | 2-0  | 0-1  | 1-0  | 8-0  | 3-1  | 2-0  | 1-2  | 1-1  | –––– | 2-0  |
| Strasburgo          | 2-1  | 1-3  | 3-1  | 3-1  | 3-2  | 1-2  | 1-0  | 0-0  | 1-1  | 3-1  | 2-0  | 5-1  | 1-1  | 1-3  | 2-0  | –––– |

## Statistiche

### Primati stagionali
Squadre
- Maggior numero di vittorie: Sète (19)
- Minor numero di sconfitte: Sète, Olympique Marsiglia (7)
- Migliore attacco: Sète (65)
- Miglior difesa: Saint-Étienne (30)
- Miglior differenza reti: Sète (+29)
- Maggior numero di pareggi: Rouen, Antibes, Roubaix (9)
- Minor numero di pareggi: Sète, Olympique Marsiglia (4)
- Maggior numero di sconfitte: Roubaix (17)
- Minor numero di vittorie: Roubaix (4)
- Peggior attacco: Antibes (21)
- Peggior difesa: Roubaix (71)
- Peggior differenza reti: Roubaix (-36)

### Individuali

#### Classifica marcatori
| Gol |  |  | Giocatore             | Squadra             |
| --- |  |  | --------------------- | ------------------- |
| 27  |  |  | Roger Courtois        | Sochaux             |
| 27  |  |  | Désiré Koranyi        | Sete                |
| 21  |  |  | Norbert Van Caeneghem | Fives               |
| 18  |  |  | Henri Hiltl           | Excelsior Roubaix   |
| 16  |  |  | Emmanuel Aznar        | Olympique Marsiglia |
| 16  |  |  | Antoine Franceschetti | Cannes              |
| 16  |  |  | Alessandro Frigerio   | Le Havre            |
| 16  |  |  | Ignace Tax            | Saint-Étienne       |
| 14  |  |  | Viktor Spechtl        | Lens                |
| 12  |  |  | Larbi Ben Barek       | Olympique Marsiglia |
| 12  |  |  | Géza Kalocsay         | O. Lillois          |
| 12  |  |  | Roger Pellegrino      | Sète                |